# 梁山泊
梁山泊，亦作梁山泺，是曾经存在于今山東梁山城东南隅一带的湖泊。

## 歷史
五代时期，汶水在梁山以北汇入济水。后晋开运元年（944年），黄河决口于滑州，洪水淹没汴、曹、单、濮、郓五州之境流入汶水，并于梁山周围潴留形成湖泊，这就是北宋时所说的梁山泊。

如同其他受河湖泊一样，梁山泊自形之时就开始淤积，最晚到金明昌年间（1190年～1196年）部分湖面已淤为平地，为军户屯垦。
济宁以北出现的南旺诸湖及安山湖、东平湖等皆有为梁山泊残迹一说。

## 文學創作
《水浒传》第十回山东济州管下一个水乡，名梁山泊即是此处。